# Charles Payot
Charles Payot (* 8. Februar 1868 in Vic-le-Comte; † 7. September 1931 in Mont-Dore) war ein französischer Offizier, zuletzt Divisionsgeneral sowie Brigadegeneral der Armée française du Rhin (1921) und interalliierter Chef der Feldeisenbahnen (1922). Im Ersten Weltkrieg wurde Payot zum Brigadegeneral befördert und war zum Ende des Krieges Generaldirektor für Nachrichten und Bewaffnung der französischen Armee (1918–1920).

## Auszeichnungen (Auswahl)
- Großoffizier der Ehrenlegion (Grand Officier de la Légion d’Honneur)
- französische Kriegskreuz (1914–1918)
- Médaille Interalliée de la Victoire
- Médaille Commémorative de la Grande Guerre